# Subnível eletrônico

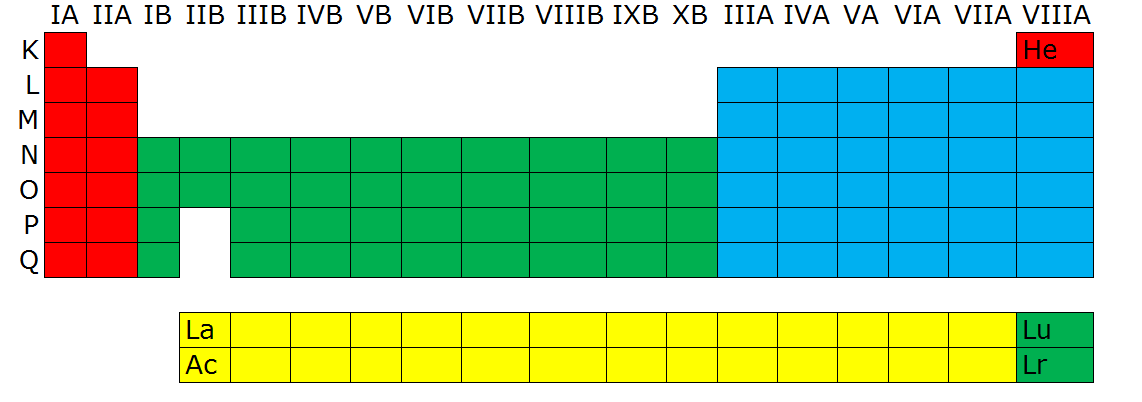
Em vermelho, os elementos que têm s como subcamada mais externa; Em azul, os elementos que têm p como subcamada mais externa; Em verde, os elementos que têm d como subcamada mais externa; Em amarelo, os elementos que têm f como subcamada mais externa;

Os subníveis eletrônicos são subdivisões das camadas eletrônicas. Eles são designados pelas letras minúsculas, s, p, d e f . Sendo os subníveis g, h e i teóricos (estando vazios nos átomos dos elementos conhecidos).

## Divisão das camadas eletrônicas
As camadas eletrônicas dos elementos conhecidos, denominadas por letras de K a Q, possuem as seguintes configurações de subníveis:
| Nível | Camada | Número máximo de elétrons do átomo | Diagrama de distribuição (No Brasil, conhecido como diagrama de Pauling) |
| 1     | K      | 2                                  | 1S                                                                       |
| 2     | L      | 8                                  | 2S 2P                                                                    |
| 3     | M      | 18                                 | 3S 3P 3D                                                                 |
| 4     | N      | 32                                 | 4S 4P 4D 4F                                                              |
| 5     | O      | 32                                 | 5S 5P 5D 5F                                                              |
| 6     | P      | 18                                 | 6S 6P 6D                                                                 |
| 7     | Q      | 8                                  | 7S 7P                                                                    |

### Capacidade eletrônica dos subníveis
Cada subnível comporta um número máximo de elétrons:
- subnível s: 2 elétrons
- subnível p: 6 elétrons
- subnível d: 10 elétrons
- subnível f: 14 elétrons

Assim, a camada 1 por possuir apenas o subnível s, comporta apenas 2 elétrons. Já a camada 2 é formada pelos subníveis s e p e comporta 8 (2 + 6) elétrons. E assim por diante.
De forma simplificada, quanto mais distante está o subnível do núcleo, maior é sua energia. Desta maneira, poderíamos escrever a seguinte ordem crescente dos subníveis de energia:
No entanto, à medida que se afasta do núcleo, a diferença de energia entre os vários subníveis vai se tornando cada vez menor e aumenta a possibilidade de haver inversão na sequência esperada.
A energia de um subnível é proporcional à soma do número quântico principal (representado pela letra n) e o número quântico secundário (ou azimutal, representado pela letra l). Onde n é um número entre 1 e 7, e l é um número entre 0 e 3 (com n e l ∈ ℕ). Dessa forma para o subnível 3d temos:
(n + l) → (3 + 2) = 5,
e para o subnível 4s temos:
(n + l) → (4 + 0) = 4.
Assim, o subnível 4s, por exemplo, apesar de estar mais distante do núcleo que o subnível 3d, apresenta energia menor que a dele.
A ordem crescente dos subníveis de energia passa então a ser a seguinte:
O último subnível da configuração eletrônica do elemento é responsável pela determinação do seu número quântico secundário ou azimutal (l), onde S=0, P=1, D=2, F=3.
| Subnível | Número azimutal |
| S        | 0               |
| P        | 1               |
| D        | 2               |
| F        | 3               |